# Mine de Zinkgruvan
 (mars 2025).
La mine de Zinkgruvan est une mine souterraine d'argent, de zinc et de plomb, située dans le comté d'Örebro en Suède. Sa production a débuté en 1857.